# Nyarlathotep
Nyarlathotep (O Caos Rastejante) é uma divindade maligna no universo fictício dos Mitos de Cthulhu, criado por H. P. Lovecraft. O personagem apareceu primeiramente no poema em prosa com o mesmo nome escrito no ano de 1920 por Lovecraft. Mais tarde, foi mencionado noutras obras do mesmo escritor e de outros autores na área de fantasia e ficção-científica.

## Etimologia
O nome desta divindade é distinto pelo seu sufixo -hotep, que dá ao nome um tom egípcio antigo. Apesar disto, "hotep" significa "estar em paz, satisfeito" em egípcio.

## Nyarlathotep no trabalho de H. P. Lovecraft

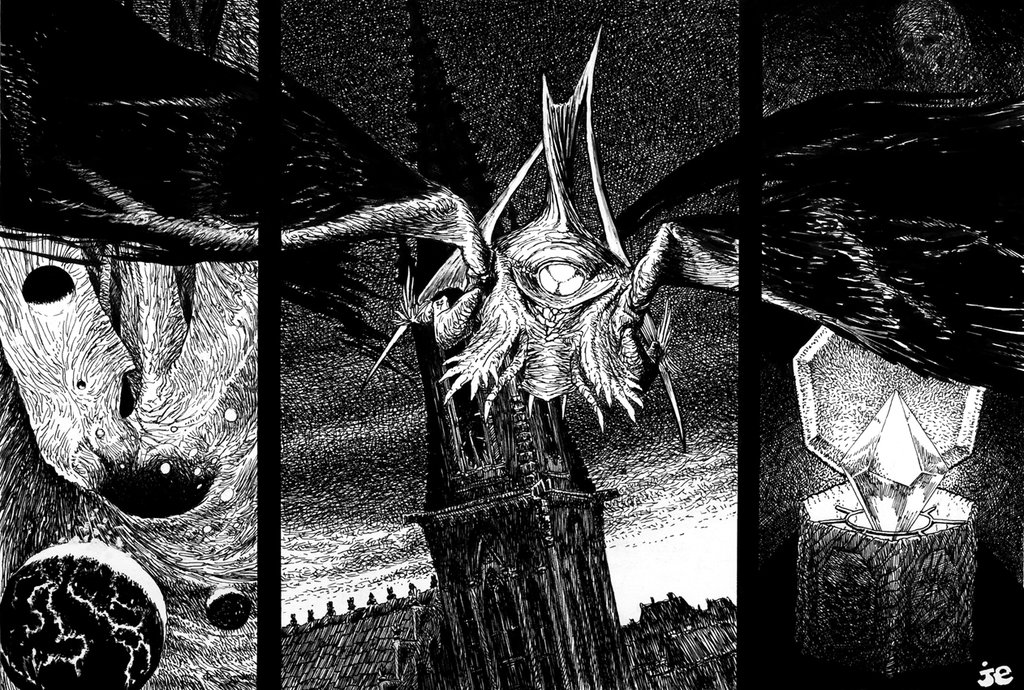
Nyarlathotep, concepção artística do Ernő Juhász.

Na sua primeira aparição em "Nyarlathotep", ele é descrito como um "homem alto e moreno", semelhante a um antigo faraó egípcio. Nesta história, ele vagueia pela Terra, reunindo legiões de seguidores - o narrador da história entre eles - , através de demonstrações de instrumentos estranhos e aparentemente mágicos. Estes seguidores perdem a noção do mundo à sua volta, e, durante a narrativa cada vez menos segura, o leitor fica com uma impressão do colapso do mundo. A história termina com o narrador fazendo parte de um exército de servos para Nyarlathotep.
Nyarlathotep aparece subsequentemente como personagem de grande importância em "À Procura de Kadath" (1926/27), em que, mais uma vez, se manifesta sob a forma de um faraó egípcio quando confronta o protagonista Randolph Carter.
Em "Os Sonhos na Casa das Bruxas" (1933), Nyarlathotep aparece a Walter Gilman e à bruxa Keziah Mason (que fez um pacto com a entidade) sob a forma de "o 'Homem Negro' do culto às bruxas, um avatar de pele negra do Diabo descrito por caçadores de bruxas.
Nyarlathotep também é mencionado em "As Ratazanas nas Paredes", como um deus sem face nas cavernas do centro da Terra.
Finalmente, em "O Habitante da Escuridão" (1936), o monstro noctívago de asas de morcego e tentáculos, habitando no campanário da igreja da ceita Starry Wilson, é identificado como outra manifestação de Nyarlathotep.
Apesar de Nyarlathotep aparecer como personagem em apenas quatro histórias e dois sonetos (mais do que qualquer outro deus de Lovecraft), o seu nome é mencionado com frequência em outras obras, tais como "Sussurros nas Trevas" e "Sombras Perdidas no Tempo".
Embora haja similaridades no tema e no nome, Nyarlathotep não toma parte na obra de Lovecraft "O Rastejante Caos" (1920/21), escrita em colaboração com Elizabeth Berkeley.

## Inspiração

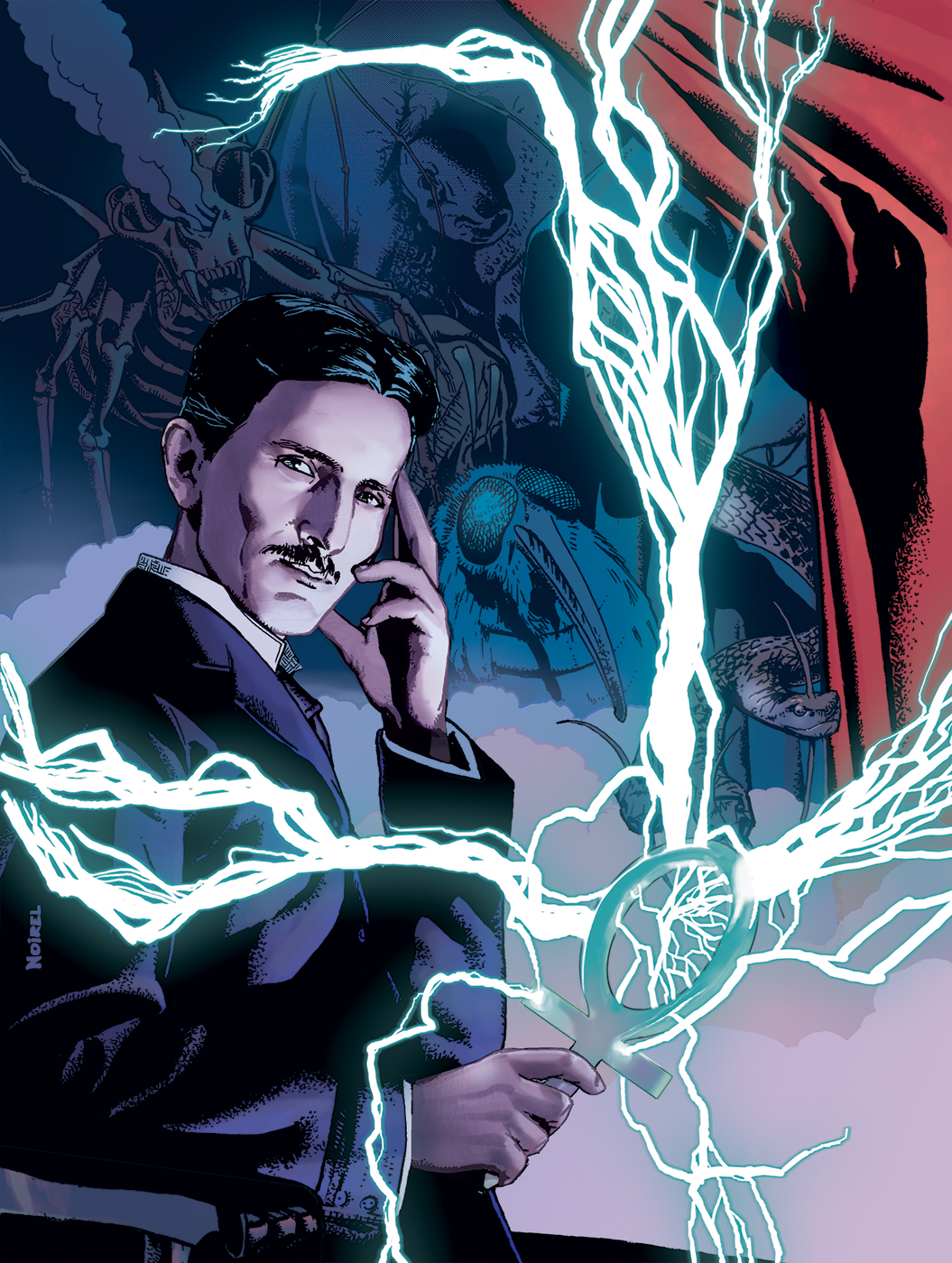
Nyarlathotep na concepção artística de Julien Noirel.

Numa carta escrita a Reinhardt Kleiner, em 1921, Lovecraft relatou um sonho que tivera - descrito como "o mais realístico e horrível [pesadelo] que eu já experienciei desde os meus dez anos" - , que serviu como base do seu poema em prosa "Nyarlathotep". No sonho, ele recebeu uma carta do seu amigo Samuel Loveman que dizia:

Não deixes de ver Nyarlathotep se ele vier a Providence. Ele é horrível - horrível para lá de tudo o que possas imaginar - mas maravilhoso. Ele caça um para horas mais tarde. Eu ainda estremeço com o que ele mostrou.
Lovecraft comentou:

Eu nunca tinha ouvido o nome Nyarlathotep antes, mas pareci compreender a alusão. Nyarlathotep era uma espécie de director de circo itinerante ou conferencista que se mantinha guardado em salões públicos e despertou um medo e discussão muito difundidos com as suas exibições. estas exibições consistiam em duas partes - primeiro, uma horrível - possivelmente profética - bobina de cinema; e mais tarde algumas experiências extraordinárias com aparelhos eléctricos e científicos. Quando recebi a carta, pareci lembrar-me que Nyarlathotep estava já em Providence... Pareci lembrar-me que pessoas me tinham sussurrado em receio dos seus horrores, e avisado para não me aproximar dele. Mas o sonho de Loveman decidiu-me... Enquanto saía de casa vi multidões de homens a deambular pela noite, todos murmurando receosamente e curvados numa direcção. Juntei-me a eles, medroso, contudo, ansioso para ver e ouvir o grande, o obscuro, o indescritível Nyarlathotep.
Will Murray especulou que esta imagem onírica de Nyarlatohep pode ter sido inspirada pelo inventor Nikola Tesla, cujas concorridas palestras envolviam experiências extraordinárias com aparelhos eléctricos, e quem muitos viam como uma figura sinistra.
Robert M. Price propõe que o nome Nyarlathotep pode ter sido sub-conscientemente sugerido a Lovecraft por dois nomes de Lord Dunsay, um autor que ele muito admirava. Alhireth-Hotep, um falso profeta, aparece em "Os Deuses de Pegana" de Dunsay, e Mynarthiep, um deus descrito como "furioso" em "A Mágoa da Procura".

## Sumário
Nyarlathotep difere dos outros seres em numerosos sentidos. A sua maioria está exilada nas estrelas, como Yog-Sothoth e Hastur, ou a dormir e a sonhar como Cthulhu; Nyarlathotep, por sua vez, é ativo e frequentemente caminha pela Terra sob a forma de um ser humano, normalmente como um homem alto, esguio e alegre. Tem "mil" outras formas, na sua maior parte tidas como sendo loucamente horrorosas. A maioria dos Deuses Extraterrestres tem os seus próprios cultos a servi-la; Nyarlathotep parece servir esses cultos e tratar dos seus assuntos na sua ausência. Enquanto grande parte dos outros usa linguagens extraterrestres, Nyarlathotep usa linguagens humanas e pode ser confundido com um ser humano. Acima de tudo, os Deuses Extraterrestres e os Grandes Antigos são frequentemente descritos como desatentos ou imperscrutáveis, em vez de malévolos - Nyarlathotep tem prazer na crueldade, é deceptivo e manipulador, e até cultiva seguidores e usa propaganda para alcançar os seus objetivos. Tendo isto em conta, ele é provavelmente o mais semelhante ao Homem de entre eles.
Nyarlathotep legaliza a vontade dos Deuses Extraterrestres e é o seu mensageiro, coração e alma; é também um servo de Azathoth, cujos desejos ele cumpre de imediato. Ao contrário dos outros Deuses Extraterrestres, causar loucura é-lhe mais importante e aprazível do que morte e destruição. Alguns sugerem que ele destruirá a raça humana e, possivelmente, a Terra igualmente.

## O ciclo Nyarlathotep
Em 1996, Chaosium publicou "O Ciclo Nyarlathotep", uma antologia dos Mitos de Cthulhu concentrada em obras referentes a ou inspiradas pela entidade Nyarlathotep. Editado pelo estudante de Lovecraft, Robert M. Price, o livro inclui uma introdução por Price localizando as raízes e o desenvolvimento do Deus das Mil Formas. Os conteúdos incluem:
1. "Alhireth-Hotep o Profeta" de Lord Dunsany
2. "A Mágoa da Busca" de Lord Dunsany
3. "Nyarlathotep" de H. P. Lovecraft
4. "O Segundo Advento" (poema) de William Butler Yeats
5. "O Silêncio cai nas Paredes de Meca" (poema) de Robert E. Howard
6. "Nyarlathotep" (poema) de H. P. Lovecraft
7. "Os Sonhos na Casa das Bruxas" de H. P. Lovecraft
8. "O Habitante da Escuridão" de H. P. Lovecraft
9. "O Titã e a Cripta" de J. G. Warner
10. "Santuário do Faraó Negro" de Robert Bloch
11. "Maldição do Faraó Negro" de Lin Carter
12. "A Maldição de Nephren-Ka" de John Cockroft
13. "O Templo de Nephren-Ka" de Philip J. Rahman & Glenn A. Rahman
14. "O Papiro de Nephren-Ka" de Robert C. Culp
15. "O Nariz na Alcova" de Gary Myers
16. "A Esfinge Contemplativa" (poema) de Richard Tierney
17. "Ech-Pi-El’s Ægypt" (poemas) de Ann K. Schwader